# Ike Nweke
Ike Nweke (nacido en Woodbine, Maryland, el 15 de mayo de 2000) es un jugador de baloncesto estadounidense con nacionalidad nigeriana que mide 2,01 metros y juega en la posición de alero. Actualmente pertenece a la plantilla del Oviedo Club Baloncesto de la Primera FEB.

## Trayectoria
Nurse es un pívot formado en el Georgetown Preparatory School situado en North Bethesda en Maryland hasta 2018, antes de ingresar en la Universidad de Columbia, situada en la ciudad de Nueva York, donde estuvo durante cuatro temporadas disputando la NCAA con los Columbia Lions, desde 2018 a 2022. En su año junior promedió 15,9 puntos y 6,3 rebotes.
En su última temporada universitaria, formó parte de la Universidad Quinnipiac, situada en Hamden, Connecticut, con el que disputó la NCAA con los Quinnipiac Bobcats.
Su primera experiencia profesional se dio en la temporada 2023-24, al formar parte del Yoast United en la BNXT League, la competición que agrupa los equipos de Bélgica y los Países Bajos con el que promedió 17,4 puntos de media, y un seguro en los rechaces, con 6,2 por partido en 32 minutos de juego. 
En la temporada 2024-25, firma por el Hyères-Toulon Var Basket de la LNB Pro B francesa, con el que disputa seis partidos en los que promedia 7 puntos y 4 rebotes.
El 21 de octubre de 2024, firma por el Oviedo Club Baloncesto de la Primera FEB.